# Кейв Крийк
Кейв Крийк (на английски: Cave Creek) е град в окръг Марикопа, щата Аризона, САЩ. Кейв Крийк е с население от 5120 жители (2007) и обща площ от 73,1 km². Намира се на 648 m надморска височина. ZIP кодът му е 85327, 85331, а телефонният му код е 480.
В Кейв Крийк се намира най-големият слънчев часовник в света.